# Carlton Cuse
Carlton Cuse (Città del Messico, 22 marzo 1959) è un produttore televisivo e sceneggiatore statunitense.

## Biografia
Cuse è cresciuto tra Boston e la Contea di Orange. Si è laureato in Storia americana alla Harvard University ed iniziato la sua carriera collaborando con Jeffrey Boam, aiutandolo nello sviluppo di film come Arma letale 2, Arma letale 3 ed Indiana Jones e l'ultima crociata.
In televisione inizia scrivendo e collaborando con Michael Mann per la serie Crime Story, in seguito è co-sceneggiatore e produttore della serie Le avventure di Brisco County Jr., inoltre è stato creatore e produttore di tutte le stagioni delle serie Nash Bridges e Più forte ragazzi.
Assieme a Damon Lindelof, è stato uno dei responsabili della serie di successo Lost, di cui è stato produttore, co-sceneggiatore e showrunner dopo l'abbandono di J. J. Abrams. Dopo la conclusione di Lost, Cuse diventa showrunner di altre due serie televisive: Bates Motel dal 2013 e The Strain a partire dal 2014. Nello stesso anno scrive la sceneggiatura per il film San Andreas, in uscita nel 2015.

## Filmografia

### Sceneggiatore

#### Cinema
- San Andreas, regia di Brad Peyton (2015)
- Rampage - Furia animale (Rampage), regia di Brad Peyton (2018)

#### Televisione
- Crime Story – serie TV, 2 episodi (1986-1988)
- Più forte ragazzi (Martial Law) – serie TV, 3 episodi (1998-2000)
- Le avventure di Brisco County Jr. (The Adventures of Brisco County, Jr.) – serie TV, 2 episodi (1993-1994)
- Lost – serie TV, 32 episodi (2004-2010)
- Lost: Missing Pieces – serie TV, 2 episodi (2007-2008)
- Bates Motel – serie TV, 50 episodi (2013-2017)
- The Strain – serie TV, 9 episodi (2014-2017)
- Colony – serie TV, 36 episodi (2016-2018)
- Jack Ryan – serie TV (2018)
- La Ruota del Tempo (The Wheel of Time) – serie TV (2021-in corso)

### Produttore

#### Televisione
- Nash Bridges – serie TV (1996-2001)

## Premi e riconoscimenti

### Premio Emmy
- 2005 - Miglior serie drammatica per "Lost" (come produttore)
- 2006 - Nomination alla miglior sceneggiatura per una serie drammatica per "Lost" (per l'episodio Il salmo 23)
- 2007 - Nomination alla miglior sceneggiatura per una serie drammatica per "Lost" (per l'episodio Attraverso lo specchio)
- 2008 - Nomination alla miglior serie drammatica per "Lost" (come produttore)
- 2009 - Nomination alla miglior serie drammatica per "Lost" (come produttore)
- 2009 - Nomination alla miglior sceneggiatura per una serie drammatica per "Lost" (per l'episodio L'incidente)
- 2010 - Nomination alla miglior serie drammatica per "Lost" (come produttore)
- 2010 - Nomination alla miglior sceneggiatura per una serie drammatica per "Lost" (per l'episodio La fine)

### Golden Globe
- 2005 - Nomination alla miglior serie drammatica per "Lost" (come produttore)
- 2006 - Miglior serie drammatica per "Lost" (come produttore)
- 2007 - Nomination alla miglior serie drammatica per "Lost" (come produttore)